# Igreja Livre Unida da Escócia
A Igreja Livre Unida da Escócia (ILUE) - em inglês: United Free Church of Scotland - é uma denominação reformada presbiteriana, formada na Escócia em 1900, pela fusão da Igreja Presbiteriana Unida (Escócia) e a maior parte da Igreja Livre da Escócia. Em 1929, a maior parte de suas igrejas se uniu à Igreja da Escócia, mas uma minoria decidiu não se unir e deu continuidade à denominação.

## História

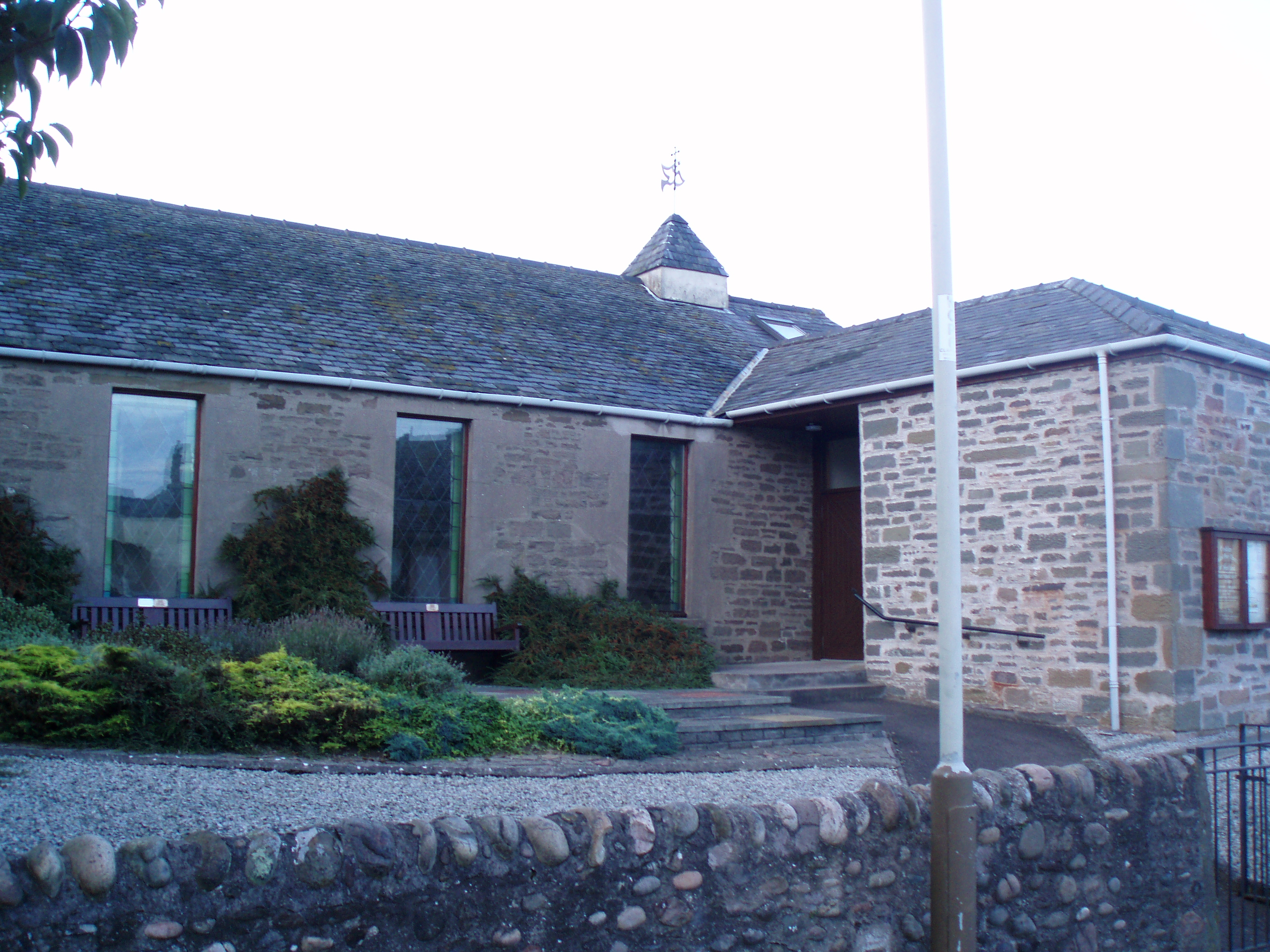
Igreja Livre Unida Erskine, em Carnoustie.

A Igreja da Escócia foi estabelecida em 1560, quando se separou da Igreja Católica Romana. Em 1733, o Presbitério Associado se separou da Igreja da Escócia. Ele acabou dividido em 4 grupos, dois dos quais formaram a Igreja da Secessão Unida (ISU). Em 1761, um segundo grupo se desligou da Igreja da Escócia e formou a Igreja do Socorro (IS).
Em 1847, a Igreja do Socorro e Igreja da Secessão Unida se uniram para formar a Igreja Presbiteriana Unida (Escócia).
Em 1843, outro grupo se separou da Igreja da Escócia, dando origem à Igreja Livre da Escócia.
Em 1900, a Igreja Presbiteriana Unida (Escócia) se uniu a maior parte da Igreja Livre da Escócia para formar a Igreja Livre Unida da Escócia (ILUE).
Em 1929, a maior parte desta denominação foi incorporada à Igreja da Escócia.
| Ano  | Igrejas | Membros |
| ---- | ------- | ------- |
| 2004 | 68      | 5.122   |
| 2015 | 58      | 2.635   |
| 2016 | 53      | 2.466   |
| 2020 | -       | 2.084   |
| 2021 | 51      | 1.988   |
| 2022 | 50      | 1.875   |
| 2023 | 47      | 1.839   |

Depois disso, a denominação cresceu até 1956, quando começou a declinar em número de membros. Entre 2004 e 2022 a denominação perdeu 63,39% dos seus membros e 26,47% de suas igrejas.

## Doutrina
A denominação admite a ordenação de mulheres e possui uma declaração doutrinária própria.

## Relações intereclesiásticas
A ILUE é membro da Comunhão Mundial das Igrejas Reformadas.